# Remexio
Remexio ist der Hauptort des osttimoresischen Verwaltungsamts Remexio in der Gemeinde Aileu.

## Geographie und Einrichtungen

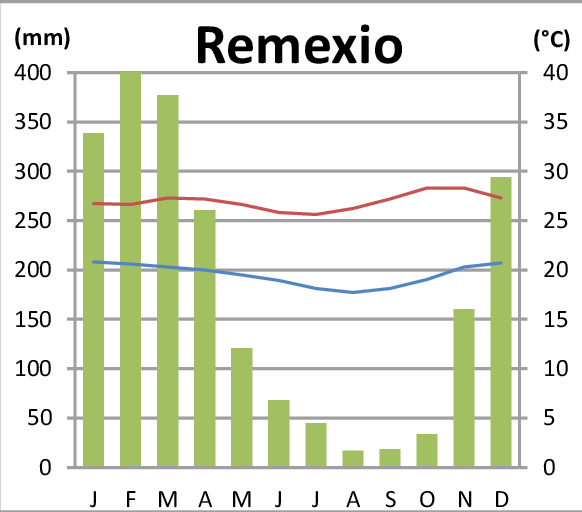
Klimadiagramm

Remexio befindet sich im Zentrum der Aldeia Aimerahun (Suco Acumau). Um den Ort herum befinden sich mehrere kleine Orte: Remexio Lama, Aicoarema, Ailortelu, Carahili und Lolemailulu. Eine Überlandstraße durchquert Ort und Suco von West nach Ost und verbindet sie mit Laclo im Osten und der Landeshauptstadt Dili im Nordwesten. Zur Landeshauptstadt Dili sind es von Remexio aus in Luftlinie etwa 10 km nach Nordwesten (26 Straßenkilometer), zur Gemeindehauptstadt Aileu etwa 15 km nach Südwest. Die nördliche Küste ist nur 9 km entfernt. Remexio liegt trotzdem bereits 873 m über dem Meer.
Um den Dorfplatz herum gruppieren sich die Katholische Grund- (Escola Primeira Catolico) und Sekundarschulen (Escola Secundaria ESC) São José Operário, die gleichnamige Kirche, der Sitz des Verwaltungsamtes, die Grundschule (Escola Básica EB) Acumau, ein kommunales Gesundheitszentrum und das Konvent der Dominikanerinnen. Östlich befindet sich der Markt und im Nordwesten die Zentrale Grundschule (Escola Básica Central EBC) Remexio und der Sitz des Sucos Acumau. Außerdem gibt es im Dorf eine Polizeistation. Der Dorfplatz dient bei Bedarf als Hubschrauberlandeplatz.

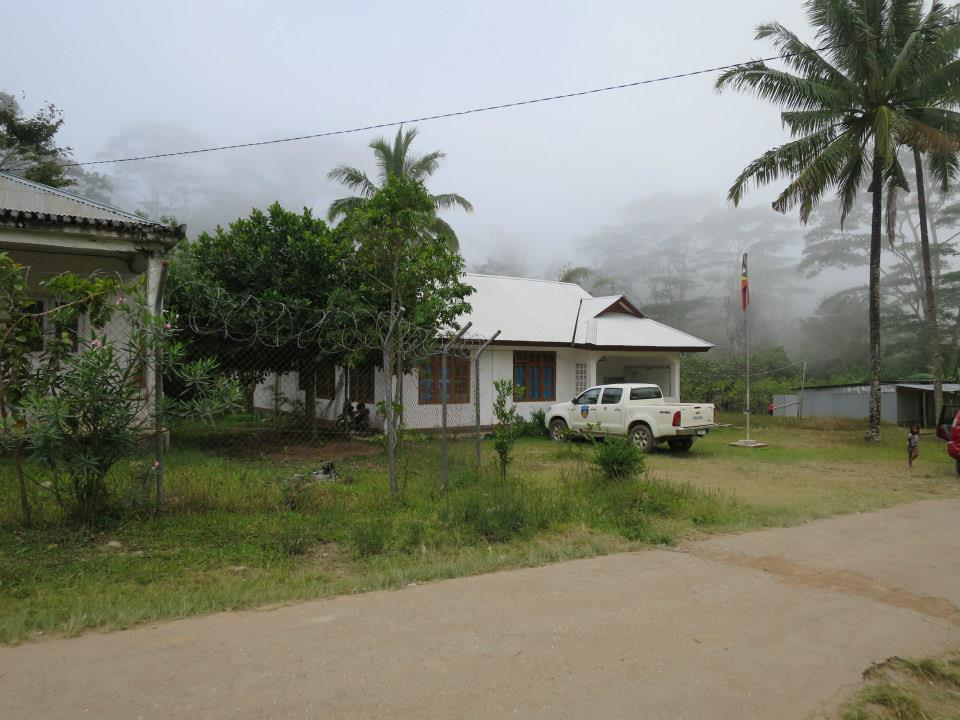
Polizeistation
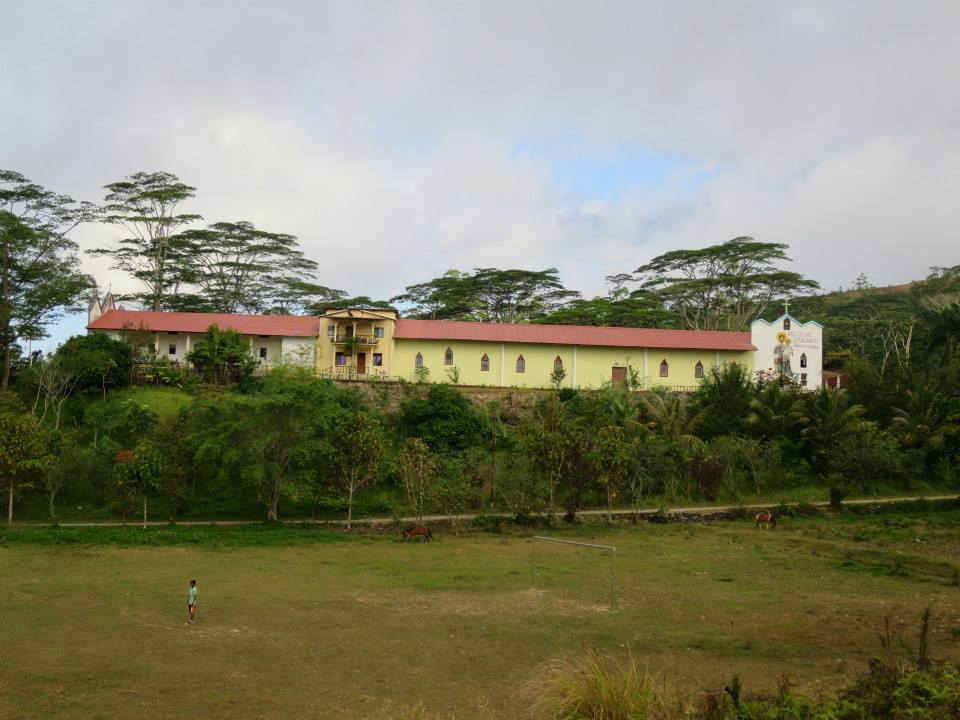
Die Kirche São José Operário und ihre Nebengebäude
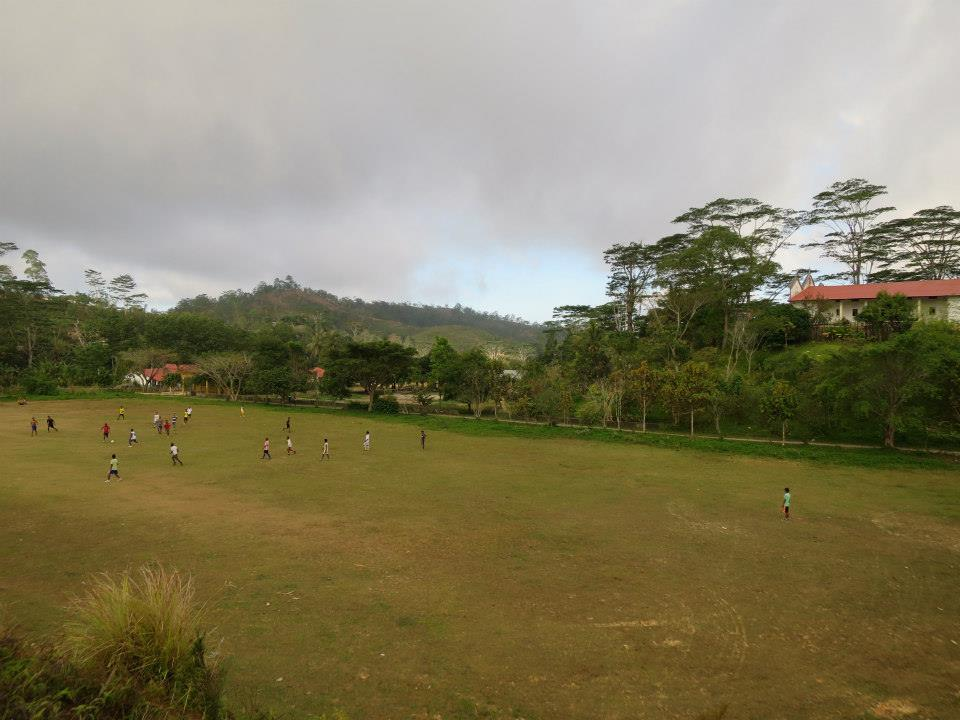
Dorfplatz unterhalb der Kirche
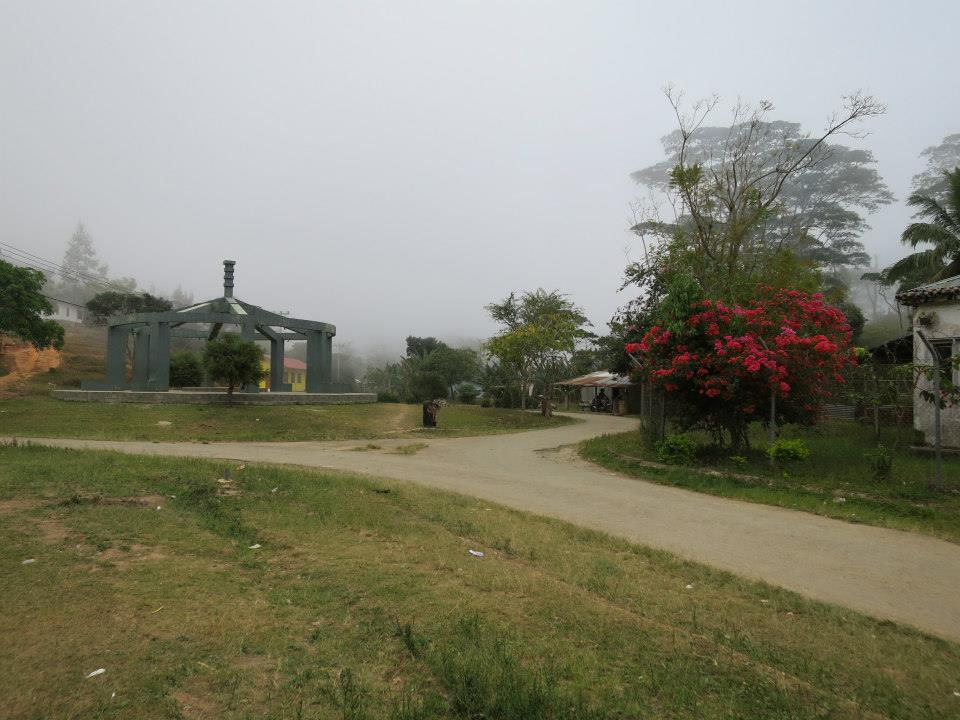
Modernes Bauwerk am Kreisverkehr im Ortszentrum

## Geschichte

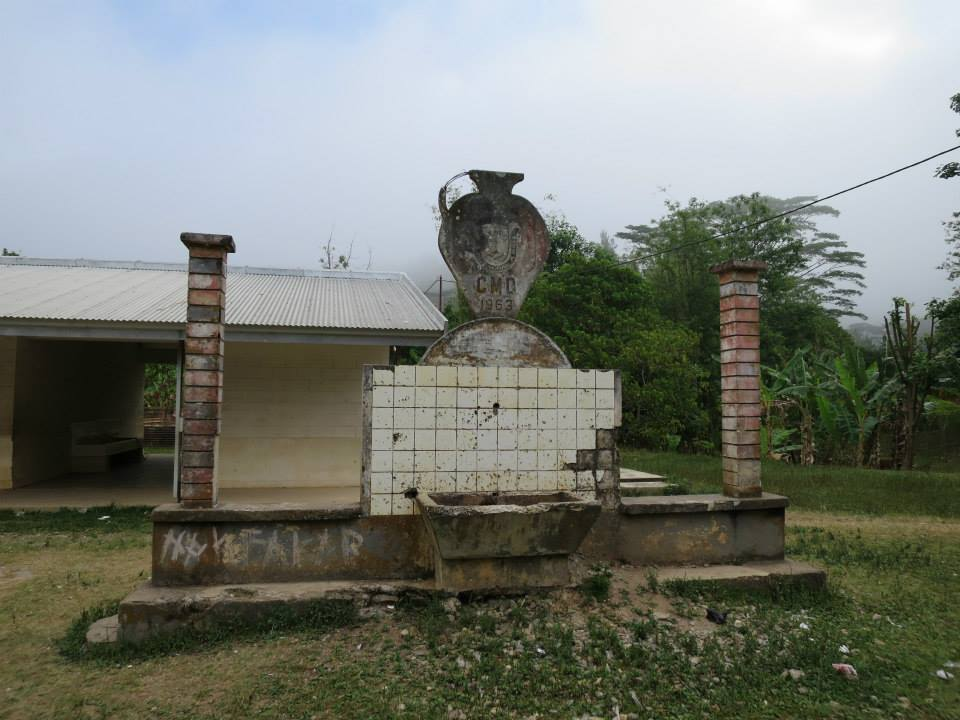
Portugiesisches Denkmal von 1963, das an die damalige Zugehörigkeit zum Kreis Dili erinnert

Die Region um Remexio war 1976 ein Rückzugsgebiet der FALINTIL, die gegen die indonesischen Invasoren kämpfte. Hier gründete sie eine base de apoio, eine Widerstandsbasis, die Zuflucht für Flüchtlinge aus Remexio, Laclo, Aileu und Dili bot. Außerdem gab es in Remexio ein Umerziehungslager (Renal), in dem Verdächtigte von der FALINTIL inhaftiert wurden. Aufgrund der schlechten Versorgung starben einige der Insassen. Später wurde die Basis von den Indonesiern zerstört.
Von 1978 bis Ende 1979 gab es beim Ort Remexio ein indonesisches Lager für Osttimoresen, die zur besseren Kontrolle von den Besatzern umgesiedelt werden sollten. Hier lebten 4000 Menschen unter katastrophalen Bedingungen, die von Journalisten dokumentiert wurden. Sie hatten das Camp zusammen mit elf ausländischen Botschaftern und dem damaligen indonesischen Außenminister Mochtar Kusumaatmadja am 6. und 7. September 1978 besucht. Fotos von unterernährten Erwachsenen und Kindern aus dem Camp wurden weltweit in Zeitungen veröffentlicht. Viele Menschen starben an Hunger und Durchfallerkrankungen.

## Partnerschaft
Zwischen dem Verwaltungsamt Remexio und dem australischen Ort Kangaroo Valley (New South Wales) besteht eine Partnerschaft.

## Söhne und Töchter
- Domingos Carvalho de Araújo (* 1965), osttimoresischer Politiker
- Domingos da Costa (* 1962), osttimoresischer Politiker
- Maria da Paixão da Costa (* 1960), osttimoresische Politikerin
- Zacarias da Costa (* 1964), osttimoresischer Politiker